# René du Bellay de la Feuillée
Pour les autres membres de la famille, voir Famille du Bellay.
René du Bellay de la Feuillée, mort en 1599, religieux français, membre de la Famille du Bellay, frère des ligueurs Pierre et Charles du Bellay, abbé commendataire de Fontaine-Daniel. En janvier 1593, à l'occasion d'une assemblée de famille dont il fera partie, il sera qualifié : « R. P. en D. Mre René du Bellay, baron de Reuilly, seigneur de la Palu, conseiller et ausmônier du roy, abbé commendataire de l'abbaye de N.-D. de Fontaine-Daniel ».

## Biographie

### Origine
Il est le fils d'Eustache II du Bellay et de Guyonne d'Orenge. Son frère Charles succéda à son père dans les terre du Bois-Thibault. Ce fut à l'aîné de ces enfants, alors à peine âgé de 20 ans, que fut attribuée la terre du Bois-Thibault pour sa part dans la succession de son père et de son aïeul.

### Abbé de Fontaine-Daniel
Charles résidait à cette époque au Château de la Feuillée où il habitait avec sa mère et ses frères et ses sœurs . René du Bellay obtint le bénéfice  de l'Abbaye de Fontaine-Daniel le lendemain du jour où il recevait la tonsure à Rome des mains de Charles d'Angennes de Rambouillet.
Les bulles de Grégoire XIII (septembre 1581) prescrivaient au nouveau commendataire de maintenir dans l'abbaye la splendeur habituelle du culte et de ne rien diminuer du nombre des offices claustraux.
René du Bellay vint prendre en personne possession de l'abbaye de Fontaine-Daniel, accompagné de François Rousseau, notaire à la Bigottière, de Charles du Bellay, son frère aîné, et de trois membres de la Famille de Fontenailles/ Le jeune abbé, qui se qualifiait aussi conseiller et aumônier du roi, demeurait au Château de la Feuillée en 1585.

### Guerres de religion
Les amis et les serviteurs de Charles du Bellay, qui étaient dirigés par René du Bellay, seigneur de la Palu, tenaient énergiquement la région pour la Ligue.
Cette résistance finit par émouvoir le gouverneur de Lassay, Claude de Chauvigné, et le procureur du roi, qui chargèrent Jean Challière, sergent royal, de procéder à une information « à l'encontre de chascun de nobles Charles du Bellay, seigneur de la Feuillée et du Boys-Thébault, et noble René du Bellay, seigneur de la Palu, son frère, sur ce que l'on disoit que, nonobstant l'ordonnance et édict du roy, depuis cinq ou six mois aincza le dit sieur de la Palu et le dit sieur de la Feuillée ont tousjours tenu au chasteau du Boys-Thébault pour les princes de l'Unyon qui tiennent le party contraire au roy ».
Le jeune abbé de Fontaine-Daniel, au lieu de résider dans son monastère, était venu s'établir au Bois-Thibault, et tandis que son frère aîné était réfugié en Bretagne, il avait fait de ce manoir le quartier général des ligueurs dans la contrée. Il était l'âme de la résistance de ceux-ci contre la domination d'Henri IV, et c'est lui sans nul doute qui, par ses menées, avait poussé « par deulx foys » les « seigneurs et peuple » des environs à venir mettre le siège devant la forteresse où, tout près de là, commandait le gouverneur royaliste Claude de Chauvigné. Transformé ainsi en centre de résistance contre l'autorité royale, le Bois-Thibault avait fini par exciter à un si haut point les inquiétudes non seulement de Claude de Chauvigné, mais même du gouverneur de Mayenne, Arnault de Beauville, seigneur de l'Estelle, que celui-ci avait cru indispensable d'en aller faire le siège avec un petit corps de troupes et du canon.
Il mourut en 1599.

## Sources partielles
- Adelstan de Beauchêne, Le Bois-Thibault : , Étude Historique & Archéologique, Laval, – Imprimerie-Librairie Ve A. Goupil, 1912 (lire en ligne).
- Manuscrit du XVIIe siècle « Histoire généalogique de la maison du Bellay, où les vies des plus illustres personnages de cette maison sont rapportées et quelques-uns de leurs portraicts representez en taille doulce » ... ; avec « la pluspart des généalogies des maisons alliées... » et « la veritable histoire du royaulme d'Ivetot..., le tout justifié tant par l'histoire que par chartes... », de Louis Trinquant est présent à la Bibliothèque Sainte-Geneviève, sous la côte Manuscrit 537[13]. Il s'agit d'une des sources principales de toutes les biographies de la famille du Bellay. Une copie de ce manuscrit est disponible à la Médiathèque Toussaint d'Angers, sous la côte Manuscrit 1191[14].
- « René du Bellay de la Feuillée », dans Alphonse-Victor Angot et Ferdinand Gaugain, Dictionnaire historique, topographique et biographique de la Mayenne, Laval, A. Goupil, 1900-1910 [détail des éditions] (BNF 34106789, présentation en ligne)